# カレン族
カレン族（カレンぞく、英: Karen; 中: 克倫族; ビルマ語: ကရင်(လူမျိုး)、ALA-LC翻字法: Ka raṅʻ (lū myui")、IPA: /kəjɪ̀n (lùmjó)/ カイン(・ルーミョー)）は、タイ北部・西部から、ミャンマー東部・南部にかけて居住する、カレン系言語を母語とする山地民の総称である。広義にはカレンニー (赤カレン) などのカレン系諸族すべてを含み、狭義にはスゴー・カレンとポー・カレンを中心とする白カレン・グループが主なカレン族と見なされる。伝統的には半農半狩猟である。

## 概要
「カレン」という呼称はミャンマーやタイで彼らに対して用いられる他称を英語化したもので、ビルマ語ではカイン、タイ語ではカリアンと呼ばれている。これらの他称は教育を受けた人で無ければ、自分たちの呼称であると認識するカレンは少ない。ポー・カレン語ではプロウン（東部ポー・カレン語: /phlòʊɴ/, 西部ポー・カレン語: /phlóuɴ/）、スゴー・カレン語ではパグニョ（スゴー・カレン語: /pɣākəɲɔ́/）と呼ぶように、カレン族の自称は地域や言語グループによって様々である。タイでは一部の知識人のあいだではパグニョで一般化している。
上述のようにカレン族は総称であるため、その社会・文化の特性は多様である。スゴー・カレンとポー・カレンに関して言えば、山の中腹の川沿いに居住域を設け、焼畑と水田耕作を営んでいる。各村には「水と大地の主」と呼ばれる守護霊のための儀礼を統括する世襲のリーダーがおり、村の決め事の中心ともなる。スゴーもポーも親族は双形的で父母両側をたどるが、母系を軸とした祖霊儀礼が社会・生活上重要な位置を占めている。これらの精霊・祖霊信仰が生活の核をなす一方で、キリスト教・仏教信仰もカレンの民族形成上重要なものとなっている。
カレン族はロングハウスと呼ばれる長屋形式の高床共同住居に複数世帯が居住していたが、移動を前提にした焼畑を営なんでいたが、水田耕作が導入されるようになり、定住化が進んだことで、ロングハウスでの共同生活から集落、村落という単位に変化していった地域が多くある。

## 歴史
言語学的に最も古い形態を残す(人の入れ替わりが乏しい辺境ほど古い形態が温存される)カレン系言語の分布地はミャンマーのシャン州南部と見られている。カレンは中国西南部から南下してきたという伝承に基づいた説が、ミャンマーのカレン・ナショナリスト達の共有する公式見解となっている。
歴史的にカレン族に属する民族は、生業や居住地によって個々に統治されてきた。カレン族が文献上で見られるようになったのは、18世紀後半以降である。当時、上ビルマのビルマ族と下ビルマのモン族、タイのシャム族との覇権争いの中で、地政学的に狭間にいたため、重要視されるようになったからである。
こうして、19世紀になりミャンマーによる征服とイギリスによる植民地化を通してカレン族の総称が認知され、現在の同定が固まった。一方、タイでは、20世紀に国家の近代化が進む過程で山地民族という用語が用いられるようになり、1950年代の山地民政策の対象としてカレン族を含む6つの民族が数えられるようになった。
ミャンマーでは、ミャンマー連邦の構成員たる135民族のうち、カヤー(Kayah)、ザイェイン(Zayein)、カヤン(Ka-Yun; パダウン(Padaung))、ゲーコー(Gheko)、ゲーバー(Kebar)、ブレー(Bre; カヨー(Ka-Yaw))、マヌ－マノー(Manu  Manaw)、インタレー(Yin Talai)、インボー(Yin  Baw)、カイン(Kayin)、カインピュー(Kayinpyu)、パレーチー(Pa-Le-Chi)、モンカイン(Mon  Kayin; サーピュー (Sarpyu))、スゴー(Sgaw)、タレーボワ(Ta-Lay-Pwa)、パクー(Paku)、ボエ(Bwe)、モーネーボワ(Monnepwa)、モーボワ(Mopwa)、シュー(Shu; ポー (Pwo))、パオ(Pa-O)の21民族がカレン系民族に属する。しかし、このリストは、スゴーやシュー(ポー)を含む総称であるところのカインを下位グループ名と同等に並べてしまっている等の点で、大きな問題を抱える。ミャンマー側における最も狭義のカレン族は、スゴーとシュー(ポー)である。カヤーやパオ、首長族として知られるパダウンなどは、一般的に別個の民族と見なされる。

## カレン系諸部族
白カレン、赤カレン、黒カレンといった用語は、特定種族を指す呼称ではない点留意されたい。以下に紹介するのは、タイ側における民間分類である。ミャンマー側では、「赤カレン」(Kayinni; ビルマ語: ကရင်နီ カインニー) と言えばカレンニー族 (カヤー族) のことを指す。同じくミャンマー側で「白カレン」(Kayinpyu、Kayinbyu; ビルマ語: ကရင်ဖြူ カインビュー)と呼ばれるのは、ペグー山脈に住む山地スゴー・カレンのことである。また、ミャンマー側で「黒カレン」(Kayinnet; ビルマ語: ကရင်နက် カインネッ) というのは、モン・クメール系言語を話すリアン族(Riang) のことである。ミャンマー側における民間分類と、カレン系諸民族の言語学的見地による正確な分類については、新谷忠彦(2002)に詳しい。

### 白カレン
- スゴー族（Sgaw）
- ポー族（Pwo）
- モブワ族（Mobwa）
- パク・モネブワ系（Paku、Monebwa)

### 赤カレン
- カレンニー族（Karenni、カヤー：Kayah）
- ブエ・カヨー系（Bwe、Kayaw）
- ゲコ・ゲバ系（Gekho、Geba）
- パダウン族（カヤン：Kayan、パダウン：Padaung）

### 黒カレン
- パーオー族（Pa-O）

### 他のカレン系
- インタレー族（Yintale）
- インバオ族（Yinbaw）
- ラタ族（Latha）

## 独立闘争・難民
ミャンマーでは1947年の独立以来、カレン民族同盟 (KNU) のカレン民族解放軍及びカレンニー民族進歩党(カヤー州)のカレンニー軍が、軍事政権国家平和発展評議会及び民主カレン仏教徒軍に対して国境地域にあるコートレイ(en)解放区(コートレイ共和国, 1949年6月14日 - 1950年3月)の独立闘争を行っている。
1984年以来、KNU傘下の難民委員会の援助によって戦乱を避けてタイに流入した難民は、1980年から90年にかけてのタイ経済の好調に乗って安価な労働力を提供した。1990年に欧米の投資によってタンニタイ管区を通過する天然ガスパイプライン計画が持ち上がり、市民を強制移住させた上でのKNU掃討作戦が開始され、さらに多くの難民が発生した。1995年はマナプロウにあったKNU本部は掃討され、その兵力は半減した。マナプロウ陥落後に難民は急増し、1998年には国際連合によってタイの西側2か所に難民キャンプが設けられた。
2011年の調査報告によると、タイとミャンマーの国境付近には14万人以上の難民が約30年に渡って滞在していた。国連難民高等弁務官（UNHCR）では難民問題解消のために、難民キャンプ当事国以外への移住を推進する「第三国定住プログラム」を世界的に展開しており、2011年時点での移住候補難民は出身国別で見るとミャンマーが最大の21,290名、続いてイラクの19,994名、ソマリアの15,719名となっている。定住先はアメリカ合衆国が万単位と圧倒的に多いものの、日本でも2010年から試験的に第三国定住プログラムの受け入れ国として事業に協力しており、2012年11月までに45名を受け入れている。
また、2016年にはタイ政府とミャンマー政府間で難民の任意帰還計画が合意に達している。この帰還にもUNHCRが両国政府の仲介役として支援参加している。その後、2019年2月には700名強がミャンマーに帰還しているものの、2019年7月時点でミャンマー難民は未だ約96,000名に上り、9か所の収容所に分かれて暮らしている。難民の大多数は白カレン族、赤カレン族（カレンニー）、およびビルマ族で構成されている。タイとミャンマーの国境沿いにある最大のメラ難民キャンプを例に取ると、2008年時点の難民数は43,000名に達していたが、2019年7月時点では約35,000名まで減少している。
国外に脱出したカレン族の中には、国際社会にミャンマーの現状を伝える外部圧力団体として活動している人びともいる。
現在、バルーチャウン川下流のサルウィン川にも大型水力ダムハッジーダム(Hat Gyi Dam, Dams in Burma)建設計画が出ており、さらに大規模な民族浄化に繋がる懸念が出ている。

### 難民キャンプ
主にカレン族が居住する難民キャンプは7カ所ある。
| キャンプ名               | 県                   | 郡                 |
| ------------------------ | -------------------- | ------------------ |
| メラウ難民キャンプ       | メーホンソーン県     | ソップムーイ郡     |
| メラマルアン難民キャンプ | ターク県             | ターソーンヤーン郡 |
| メラ難民キャンプ         | ターク県             | ターソーンヤーン郡 |
| ウンピヤム難民キャンプ   | ターク県             | ウムパーン郡       |
| ヌポ難民キャンプ         | ターク県             | ウムパーン郡       |
| バンドンヤン難民キャンプ | カーンチャナブリー県 | サンクラブリー郡   |
| タムヒン難民キャンプ     | ラーチャブリー県     | スワンプン郡       |